# فولک متال
فولک متال (به انگلیسی: Folk metal) یکی از گونه‌های موسیقی هوی متال است که در دههٔ ۹۰ میلادی در اروپا گسترش یافت. این گونهٔ موسیقی همان‌طور که از نام‌اش پیداست ترکیبی از هوی متال و عناصر موسیقی فولک است که شامل استفاده از سازهای موسیقی فولک و آواز خواندن به آن شیوه در قطعات متال است.
اولین گروهی که موسیقی فولک را با قطعات متال درهم آمیخت گروه انگلیسی اسکای‌کلد بود. آلبوم آغازین آن‌ها با نام پسران خیره‌سر مام زمین در سال ۱۹۹۱ منتشر شد. پس از آن و تا سال‌های میانی دههٔ ۹۰ گروه‌های دیگری در مناطق مختلف اروپا و اسرائیل به فولک متال روی آوردند. در این میان، گروه ایرلندی Cruachan، گروه اسرائیلی ارفند لند و گروه آلمانی ساب‌وی تو سالی هرکدام پیش‌قراول گونه‌های متنوع فولک متال بر حسب بن‌مایهٔ موسیقایی مناطق مختلف شدند و زیرشاخه‌های سلتیک متال، اورینتال متال و مدیوال متال را پدید آوردند.
با وجود گروه‌های مختلف که از مناطق و اقوام گوناگون به این ژانر جدید پرداختند، فولک متال آن‌چنان که باید فراگیر نشد و تا اواخر دههٔ ۹۰ میلادی کم‌تر شناخته شده بود. در سال‌های آغازین قرن بیست و یک، فولک متال بالاخره به جایگاهی که شایسته‌اش بود دست یافت. از حرکت‌های مثال‌زدنی این دوره می‌توان از گروه‌های فنلاندی مانند فین‌ترول، انسیفروم، کرپیکلانی، توریساس و مون‌سارو نام برد.
از مشخصه‌های بارز فولک متال تنوع این گونهٔ موسیقی است و گروه‌های مختلف این ژانر هرکدام به سبک و سیاق خودشان ترکیب‌هایی متنوع از هوی متال و موسیقی فولک را ارائه می‌کنند. گسترهٔ وسیعی از سازهای موسیقی عامیانه توسط گروه‌هایی که در برخی موارد بیش از ۶ عضو برای نواختن قطعه‌ها دارند مورد استفاده قرار می‌گیرند. در این میان گروه‌هایی هم هستند که به‌جای به‌کار گرفتن نوازندگان متعدد از کیبورد برای شبیه‌سازی نوای سازهای آکوستیک استفاده می‌کنند. در متن آهنگ‌های فولک متال اغلب به مضامینی مانند باورهای پیشا ترسایی(مسیحی)، طبیعت، خیال‌پردازی، اساطیر و تاریخ پرداخته می‌شود.